# Camilla Nylund
Camilla Nylund   (Vaasa, 11 de juny de 1968) és una cantant d'òpera (soprano) finlandesa.
Apareix internacionalment en papers de soprano lírica-dramàtica com Leonore de Beethoven, Elisabetta de Verdi i Elisabeth de Wagner i Sieglinde.
És especialment coneguda per interpretar els personatges femenins més importants en òperes de Richard Strauss, com Marschallin, Arabella, Ariadne i la comtessa Madeleine. Va aparèixer a festivals internacionals i a les inauguracions de la "Frauenkirche" de Dresden i l'"Elbphirharmonie".
Nylund, nascuda a Vaasa, Finlàndia, Nylund va estudiar primer musicologia a Turku i de veu al conservatori. Va continuar els seus estudis al Mozarteum de Salzburg. Va ser membre del Staatsoper Hannover, seguida de la Semperoper a Dresden, on va romandre el 2002. Allà va ser honorada pel premi Christel-Goltz, per a papers com Marie a Die verkaufte Braut (La núvia venuda) de Smetana, Agathe de Weber Der Freischütz, i Fiordiligi a Così fan tutte de Mozart. Va guanyar atenció internacional a la temporada 2004/05, cantant per primera vegada tres papers: Elisabeth a Tannhäuser de Wagner. el paper principal de Salome de Richard Strauss a l'Opera de Colònia i el paper principal de Fidelio de Beethoven a l'"Opernhaus Zurich". Va aparèixer a la reobertura del restaurat Frauenkirche a Dresden el novembre de 2005, interpretant el solo de soprano a la Missa Solemnis (Beethoven), dirigit per Fabio Luisi i al costat de Birgit Remmert, Christian Elsner i René Pape.
El 2008, va aparèixer per primera vegada al Festival de Salzburg amb el títol de Rusalka de Dvořák. Va aparèixer al Festival Bayreuth del 2011 al 2014 com a Elisabeth a Tannhäuser de Wagner i a Sieglinde a Die Walküre des del 2017. El 2014 va aparèixer al paper d'Ariadne auf Naxos de Richard Strauss a l'Oper Frankfurt, com a Marschallin al seu Der Rosenkavalier al "Grand Théâtre" de Luxemburg, i a la part de soprano de la Novena Simfonia de Beethoven al Hollywood Bowl a Los Angeles. El gener de 2017, va participar en la inauguració d'Elbphilharmonie, cantant la part de soprano a la Missa solemnis de Beethoven, juntament amb Sarah Connolly, Klaus Florian Vogt i Luca Pisaroni amb l'"Hamburger Symphoniker" dirigida per Jeffrey Tate. El 2018, va aparèixer com a comtessa en Capriccio de Richard Strauss a l'"Oper Frankfurt", escenificada per Brigitte Fassbaender que va traslladar l'acció al moment de la creació de l'òpera, la Segona Guerra Mundial i el lloc a la França ocupada.
A l'abril de 2018, la Nylund va debutar com a Isolde amb la Boston Symphony Orchestra i al Carnegie Hall, Nova York.

## Enregistraments
- 2004: Ludwig van Beethoven: Fidelio (amb Jonas Kaufmann i Nikolaus Harnoncourt, DVD)
- 2006: Franz Lehár: Das Land des Lächelns (amb Piotr Beczala, Julia Bauer, Alfred Berg, Alexander Kaimbacher dirigida per Ulf Schirmer)

- 2017: Richard Strauss: Der Rosenkavalier, en directe des "De Nederlandse Opera", Nylund com Marschallin, Hanna-Elisabeth Müller com Sophie, Paula Murrihy com Octavian, dirigida per Marc Albrecht.

## Premis
- 1995: Medalla Lilli Lehmann del Mozarteum
- 2000: Premi Christel-Goltz
- 2008: Kammersängerin de Sajonia
- 2013: Premi Cultura de Suècia
- 2013: Medalla Pro Finlandia de l' Ordre del Lleó de Finlàndia
- 2017: Premi Beniamino Gigli